# Dąbrowa (hromada Wiśniowiec)
Dąbrowa (ukr. Діброва, Dibrowa) – wieś na Ukrainie, w obwodzie tarnopolskim, w rejonie krzemienieckim, w hromadzie Wiśniowiec. W 2001 roku liczyła 216 mieszkańców.
Do 2020 w rejonie zbaraskim.